# 우르 제1왕조
우르 제1왕조는 메소포타미아의 고대 도시 우르의 첫 번째 왕조로, 수메르 초기 왕조들 중 하나이다.

## 같이 보기
- 수메르 왕
- 우르 제3왕조